# Fort Teremba

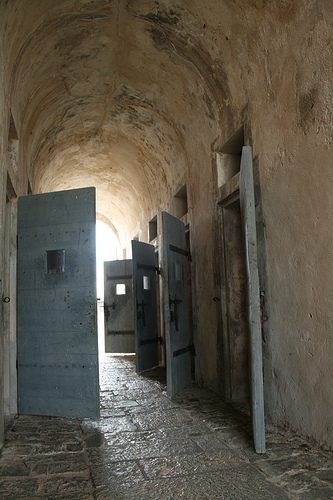
Cel·les de la presó

Fort Teremba és un antic fort i presó situat a prop de Moindou, a Nova Caledònia, que va arribar a ser lloc d'internament de presos i personal de supervisió. Els presoners hi van ser deportats per a construir la xarxa viària Canala-Bourail-Boulouparis. Té vistes a la badia de Teremba (antigament, badia d'Uarai), enfront de la desembocadura del riu La Foa, a 124 quilòmetres al nord de Nouméa.
L'any 1878 el fort va intensificar el reforçament després de la revolta dels kanaks contra el domini colonial francès, que van assetjar la presó entre d'altres accions. Finalment, el fort va tancar el 1898 quan les deportacions van finalitzar.

## Història
La construcció d'un fort militar i una presó al llarg de la badia d'Uarai va començar l'any 1871 a petició del governador Louis Eugène Gaultier de La Richerie, el qual va enviar un contingent de vint-i-cinc condemnats, amb dos supervisors i tres policies. La fortalesa va ser construïda pels condemnats. El campament va ser rebatejat com a Fort Teremba en referència a l'illa de Teremba que es troba al mig de la badia. Al voltant del campament hi havia un poble petit, amb una oficina de registre, una biblioteca, una església, una escola, una oficina de correus, un telègraf, un mercat i un moll. Després de la construcció del fort, mentre els homes presos estaven reclosos al Fort Teremba de nova construcció, les dones preses va ser mantingudes a una presó de Fonwhary (també Panwhary), a 6 quilòmetres al nord del poble de La Foa. En un moment determinat, la presó va arribar a allotjar 200 presoners en barraques de cob fora dels murs del fort, que es dedicaven a la construcció de carreteres, ponts i edificis.
La revolta kanak va començar a La Foa i els gendarmes de l'interior del fort van ser assassinats i la revolta es va estendre més al sud. Tanmateix, el fort no es va prendre mai i en aquell moment encara es trobava en molt bon estat. Després de la revolta de 1878, el fort militar va ser redissenyat i reforçat per servir de búnquer i possible refugi. Posteriorment, per a reforçar el poder de l'administració colonial, el governador Léopold Pallu de la Barrière va decidir emprar els condemnats en la construcció de carreteres i infraestructures. L'any 1885, el fort va passar a ser controlat per l'administració de la presó. No obstant això, entre 1897 i 1898 es va abandonar el fort quan les deportacions van finalitzar.
El 1906, un escriptor va comentar que, després de l'abandonament, el fort es caracteritzava per tenir «cel·les d'aspecte repulsiu, molt ombrívoles i grotesques, i que fan olor molt humit i fútil». Desatès durant molt de temps, el fort va ser finalment restaurat per l'acció de l'Associació local Marguerite l'any 1984 quan va instal·lar-hi el «Centre d'Interpretació del Patrimoni i la presó militar de Nova Caledònia» repartit en 11 hectàrees. L'any 1987 el municipi va comprar l'indret. L'edifici principal va ser reconstruït i acull una exposició permanent sobre la història del fort. La torre de guaita, un alt mur de pedra i una guillotina són testimonis controvertits de la història del fort. La torre circular del fort ofereix bones vistes de la badia de Teremba i les rodalies. L'accés al fort es realitza des de la carretera RT1, 14 quilòmetres l'oest de La Foa i després per un camí d'uns 3 quilòmetres fins al fort.
L'any 1989 el recinte va ser classificat com a monument històric. Cada any, un espectacle de llum i so, que representava escenes de la vida de l'època, atreu un ampli públic. La temàtica de l'espectacle presentat durant dues hores és la història del fort, la presó i la revolta kanak, que està representada per 180 artistes de diferents personatges històrics, i conclou amb una impressionant exhibició de focs artificials al teló de fons del fort.